# Andrew Neiderman
Andrew Neiderman (Brooklyn, 26 de outubro de 1940) é um escritor norte-americano.
Neiderman trabalhou como escritor fantasma para a família de V. C. Andrews quando a autora morreu para dar continuidade aos livros já começados. 
Ele concluiu a Saga Casteel com os livros Vendaval de Sentimentos, Portões do Paraíso e Teia dos Senhos. Criou o 5º livro da Saga dos Foxworth com, Jardim das Sombras. 
Depois disso escreveu outras histórias, mantendo a mesma linguagem e características que a autora costumava usar. Neiderman escreveu diversos livros, tais como as sagas: Orfãs, Hudson, Landry,  muitas delas nem foram traduzidas para o português.
Andrew Neiderman sempre ocultou sua verdadeira identidade, assinando seus livros como V.C. Andrews. Em 1997 escreveu a obra assinada por seu verdadeiro nome, O Advogado do Diabo, fugindo totalmente dos padrões que costumava usar quando assinava com o nome de V.C. Andrews, este livro mais tarde foi transformado em filme, estrelado por Keanu Reeves, no entanto esta foi a sua 28º obra, uma das poucas traduzidas para o português.

## Obras
Esta é uma lista com os livros de Neiderman exceto aqueles que ele escreveu como escritor fantasma de V. C. Andrews.
- Illusion (1967)
- Sisters (1972)
- Weekend (1980) (com Tania Grossinger)
- Pin (1981) (adaptado para o cinema em 1988)
- Brainchild (1981)
- Someone's Watching (1983)
- Tender, Loving Care (1984) (adaptado como videogame em 1997)
- Imp (1985)
- Wally Walrus (1985)
- Child's Play (1985)
- Love Child (1986)
- Reflection (1986)
- Teacher's Pet (1986)
- Night Howl (1986)
- Sight Unseen (1987)
- Playmates (1987)
- The Maddening (1987) (adaptado para o cinema em 1995)
- Surrogate Child (1988)
- Perfect Little Angels (1989)
- The Devil's Advocate (1990) (adaptado para o cinema em 1997 pelo diretor Taylor Hackford)
- Bloodchild (1990)
- The Immortals (1991)
- The Need (1992)
- Sister, Sister (1992)
- The Solomon Organization (1993)
- After Life (1993)
- Angel of Mercy (1994)
- Duplicates (1994)
- Thirsty (1995)
- The Dark (1997)
- In Double Jeopardy (1998)
- Neighborhood Watch (1999)
- Curse (2000)
- Zombies (2000)
- Amnesia (2001)
- Dead Time (2002)
- Under Abduction (2002)
- The Baby Squad (2003)
- Deficiency (2004)
- The Hunted (2005)
- Finding Satan (2006)
- Unholy Birth (2007)
- Life Sentence (2007)
- Deadly Verdict (2008)
- Guardian Angel (2010)
- Garden of the Dead (2011)
- Lost in His Eyes (2015)